# Малішево (Польща)
Малішево (пол. Maliszewo, нім. Malschen) — село в Польщі, у гміні Ліпно Ліпновського повіту Куявсько-Поморського воєводства.
Населення — 525 осіб (2011).
У 1975-1998 роках село належало до Влоцлавського воєводства.

## Демографія
Демографічна структура станом на 31 березня 2011 року:
|          | Загалом | Допрацездатний вік | Працездатний вік | Постпрацездатний вік |
| -------- | ------- | ------------------ | ---------------- | -------------------- |
| Чоловіки | 255     | 59                 | 174              | 22                   |
| Жінки    | 270     | 69                 | 148              | 53                   |
| Разом    | 525     | 128                | 322              | 75                   |